# Fantaghirò 2
Fantaghirò 2 è una miniserie televisiva di genere fantastico del 1992 diretta da Lamberto Bava. 
È la seconda miniserie che fa parte del franchise di Fantaghirò. 
È stato trasmesso per la prima volta da Canale 5 in due parti da 100 minuti ciascuna, il 20 e il 22 dicembre 1992.
Per molti anni, l'intera saga è stata replicata durante il periodo natalizio.

## Trama

### Prima parte
Fantaghirò e Romualdo stanno per sposarsi, ma la perversa Strega Nera complotta di distruggere il loro amore. Infatti rapisce il padre di Fantaghirò e lo tiene in ostaggio. Quando la notizia giunge al regno, Fantaghirò e Romualdo si stanno scambiando i voti nuziali: la coppia decide di rimandare il matrimonio e Romualdo con il suo esercito va a cercare il padre di Fantaghirò.
Nella foresta incontrano la Regina degli Elfi, che li obbliga ad affrontare tre prove per assicurarsi che le loro intenzioni siano pure. Le prove consistono in una battuta di caccia terribilmente trucida, nell'abbattimento di un albero millenario e nella deviazione del corso di un fiume. Romualdo le rifiuta tutte e tre ritenendole troppo crudeli e la regina, inaspettatamente, li lascia passare, congratulandosi con il principe per aver superato le tre prove: non avendole volute affrontare, ha dato prova di rispettare la natura in ogni sua forma.
L'esercito riprende la sua marcia. Ai confini del Regno Oscuro montano un accampamento, prima dell'attacco al castello, il giorno seguente. Mentre riposano, la Strega Nera assume le sembianze di Fantaghirò e va da loro; bacia Romualdo e lui sviene all'istante, colpito dall'incantesimo che la malvagia strega gli ha inflitto: quando riprenderà i sensi avrà completamente dimenticato Fantaghirò.

### Seconda parte
La vera Fantaghirò decide di recarsi segretamente al Regno Oscuro da sola. Si taglia i capelli e si avvia con il suo cavallo sprovvista però della sua spada, a causa del giuramento fatto da lei stessa e sigillato con la magia, che la obbliga a non riprendere in mano un'arma per il resto della sua vita. Fuggita da dei banditi, arriva infine all'accampamento di Romualdo, che è abbandonato.
Entra nel castello e capisce che Romualdo e il suo esercito sono stati catturati e imprigionati. Quindi negozia con il Re, l'uomo della Strega Nera, di avere un singolo duello col campione del regno e questi acconsente. Il campione della Strega Nera si rivela però essere Romualdo stesso che, soggiogato dalla magia della strega, non riconosce Fantaghirò.
Durante il duello, i due servitori della strega, Fulmine e Saetta, si ribellano alla loro padrona. Saetta le fa bere una pozione soporifera e va a liberare gli uomini di Romualdo, Cataldo e Ivaldo, i quali fermano l'amico prima che uccida Fantaghirò. Tutti insieme ritornano al loro castello prendendo come ostaggio il Re Nero, che si scoprirà essere il padre di Fantaghirò, sottomesso dalla strega per mezzo dei suoi poteri ipnotici.
Tuttavia, mentre stanno per tornare nel loro regno, la Strega Nera attrae a sé Romualdo, ancora sotto il suo controllo, e costringe Fantaghirò a tornare indietro. Ne seguirà uno scontro tra le due, durante il quale la malvagia strega verrà provocata a trasformarsi in qualcosa di puro e delicato, come un cristallo. La Strega Nera accetta la sfida, ma così facendo permette alla principessa di distruggerla in mille pezzi.
Intanto Romualdo, tornato nel Reame con Fantaghirò, non ricorda più nulla, compreso l'amore della sua vita, e decide di andarsene. Fantaghirò, dopo l'iniziale disperazione, decide di far rivivere al principe la giornata, vissuta nel primo episodio della serie, in cui i due si erano incontrati e innamorati, sperando di far tornare in questo modo la memoria di Romualdo. Anche grazie all'aiuto della Strega Bianca, Romualdo recupera i ricordi, ma così facendo, torna in vita la Strega Nera che trasforma Fantaghirò in un ignoto animale. La Strega Bianca usa Fulmine una volta che questi si è trasformato in freccia, per battere la Strega Nera, facendola esplodere.
La Strega Bianca svela a Romualdo che per restituire a Fantaghirò la forma umana, l'uomo deve riconoscerla al primo tentativo tra gli animali del fiume e baciarla. Nonostante diversi animali cerchino di sviarlo, Romualdo bacia l'animale giusto (un rospo), riportando la donna alle sue vere sembianze. I due fidanzati possono dunque ricongiungersi.